# Zakażenie oportunistyczne
Zakażenie oportunistyczne – endogenne zakażenie charakterystyczne dla osobników o obniżonej odporności (u człowieka głównie spowodowane przez AIDS), ale także wskutek immunosupresji (przy transplantacjach) oraz przy stosowaniu antybiotyków (niszczenie flory fizjologicznej). Czynnikiem tych zakażeń są głównie patogeny uznawane do niedawna za niechorobotwórcze (np. zakażenia florą rezydentną).
- pierwotniakowe
  - toksoplazmoza (zajęcie ośrodkowego układu nerwowego lub jako zapalenie płuc)
  - kryptosporydioza (wodnista biegunka)
  - enterocytozoonoza (wymioty, biegunka, objawy neurologiczne)

- grzybicze
  - kandydoza jamy ustnej, przełyku i dalszych odcinków przewodu pokarmowego, a także płuc
  - kryptokokoza (zapalenie płuc, ciężkie zapalenie opon mózgowo-rdzeniowych i mózgu)
  - zakażenie Pneumocystis jiroveci – najczęściej spotykane zakażenie oportunistyczne u chorych na AIDS – zapalenie płuc o ciężkim i nawracającym przebiegu, wymagające leczenia szpitalnego; w 50% przypadków jest pierwszym objawem AIDS

- wirusowe
  - cytomegalia (zajęcie układu pokarmowego, siatkówki, zapalenie płuc)
  - zakażenia wirusem opryszczki
  - półpasiec o ciężkim przebiegu

- bakteryjne
  - poantybiotykowe zapalenie jelit (Clostridium difficile)
  - wywołane przez prątki gruźlicy (gruźlica płuc, częste są postacie nietypowe – Mycobacterium avium complex)
  - posocznice salmonellozowe

Zakażeniom tym zazwyczaj towarzyszą nowotwory (mięsaki, chłoniaki).

Przeczytaj ostrzeżenie dotyczące informacji medycznych i pokrewnych zamieszczonych w Wikipedii.